# Tahar Zaáf
Tahar Zaáf (* 7. März 1944) ist ein ehemaliger algerischer Radrennfahrer.

## Sportliche Laufbahn
Zaáf gewann mit dem algerischen Vierer bei den Afrikaspielen 1965 das Mannschaftszeitfahren. Mit ihm starteten Madjid Hamza, Hocine Chibane und Belkacem Ouachek. Hinter seinem Landsmann Ahmed Djellil wurde er Zweiter im Straßenrennen der Spiele. 1970 und 1971 war er auf einer Etappe der Algerien-Rundfahrt erfolgreich.
Die Internationale Friedensfahrt fuhr er 1965 und wurde 58. der Gesamtwertung, 1966 67. und 1970 belegte er den 49. Platz des Endklassements. 1967 schied er aus.